# Eusébio de Nicomédia
Eusébio de Nicomédia e Constantinopla (m. 341) era um famoso bispo de Nicomédia e de Berito (hoje Beirute), colega de escola de Ário, e que por conseguinte era discípulo de Luciano de Antioquia.
Passou de Berito para Nicomédia quando a corte imperial para aí se mudou e finalmente para Constantinopla de 338 até à sua morte. Foi um dos bispos arianos mais importantes. Propagou o arianismo entre os povos germânicos, particularmente os visigodos, ostrogodos e vândalos.
Era parente afastado da família imperial de Constantino I, o Grande, o que lhe proporcionou os meios para ascender da insignificante sede episcopal de Berito até à de Constantinopla, e além disso permitiu-lhe alcançar grande poder eclesiástico. Gozou de completa confiança por parte de Constantino I e de Constâncio II excepto por um breve período, e foi ele que batizou o primeiro no seu leito de morte em Maio de 337, momento em que está ainda em comunhão com a Igreja.
Como Ário, era discípulo de Luciano de Antioquia, e é provável que mantivesse os mesmos pontos de vista que Ário desde muito jovem. Posteriormente modificou parcialmente as suas ideias em alguns aspectos, ou talvez sob pressão das circunstâncias, mas de todos os modos foi, se não o mestre, o líder da corrente arianista.
Durante o Primeiro Concílio de Niceia (325) fixou a Confissão, mas só após uma longa e desesperada oposição. A sua defesa de Ário e suas teses encolerizou o imperador e apenas dois meses depois do concílio foi condenado ao exílio. Após um intervalo de três anos, conseguiu recuperar a confiança imperial e com o seu regresso em 329 conseguiu que toda a maquinaria do governo se pusesse do seu lado para impor as suas teses sobre toda a Cristandade.
Não deve ser confundido com o seu contemporâneo Eusébio de Cesareia, autor de um conhecido livro sobre a História da Igreja.